# Lijst van personages uit Goede tijden, slechte tijden (2020-2029)
Dit zijn personages uit de Nederlandse soapserie Goede tijden, slechte tijden die geen eigen artikel hebben en tussen 2020 en 2029 hun entree maakten.

## Henk Visser
Henk Visser is een gepensioneerde marktkoopman. Zijn dochter Saskia Verduyn verhuisde met haar gezin (echtgenoot Julian, dochters Merel, Demi en zoon Steef) naar het plaatsje Meerdijk. De reden voor deze verhuizing is dat Merel gepest werd en Saskia de bullebak ernstig had verwond. Henk maakt pas later zijn opwachting; hij komt de weggelopen hond Dolly terugbrengen en besluit een tijdje te blijven. Saskia ziet hem liever vertrekken, maar de kleinkinderen zijn juist blij met hem. Vooral Merel doet er alles aan om haar moeder over te halen om Henk bij hen in huis te laten blijven.
Op een dag zet Henk een oud schilderij bij het grofvuil, maar krijgt daar spijt van als hij hoort dat het een fortuin waard blijkt te zijn. Valentijn Sanders, een kunststudent, heeft de Lord Kingsley aan zijn grootvader Ludo Sanders gegeven. Omdat Saskia en Julian geldproblemen hebben, besluit Henk ze stiekem te helpen door het schilderij terug te halen en te verkopen. Valentijn wil Henk helpen het schilderij terug te geven, maar laat het echter vervalsen. Hij zegt tegen Henk dat ze het eerst moeten schoonmaken. Uiteindelijk komt Ludo erachter en eist hij dat Henk de (vervalste) Lord Kingsley teruggeeft, anders komt het verhaal van zijn dochter en kleindochter naar buiten. Henk besluit het terug te geven voor enkele duizenden euro’s.
Henk moet terug naar zijn eigen woning omdat hij het had onderverhuurd. Henk blijft geregeld langskomen totdat hij een aanbod accepteert om in Het Paleis te komen wonen. Een van de bewoners, Tiffy Koster, merkt dat Henk niet meer in topvorm is en probeert hem een gezondere levensstijl aan te meten. Henk heeft moeite zich hieraan te houden en verzint excuses om eronderuit te komen. Henk valt door de mand, maar wordt pas op straat gezet nadat hij het oppassen op Tiffy's zoon Wolf uitbesteedde aan de onervaren Demi die een geheime afspraak had met Marwan El Amrani (broer van Julians baas Ilyas El Amrani). Saskia besluit haar vader weer in huis te nemen.
Henk is verliefd op Laura Selmhorst, de bardame van De Koning, en wil verkering met haar. Laura zit daar niet op te wachten en koppelt hem aan Lydia Edel, de huishoudster van Ludo. Na een moeizame start lijkt er iets op te bloeien tussen Henk en Lydia. Echter, Laura ziet Lydia in gezelschap van een man met een bos rozen en trekt haar conclusies. Henk denkt eerst dat Laura loopt te stoken, totdat hij een foto ziet waarop Lydia samen met die man haar huis verlaat. Lydia blijkt echter samen te wonen met haar autistische broer en is diep beledigd door alle beschuldigingen van vreemdgaan. Even lijkt het weer goed te komen tussen Henk, Lydia en Laura, totdat Henk besluit om het uit te maken met Lydia; hij is nog verliefd op Laura, maar zij blijft weigeren uit solidariteit met Lydia. Hier komt later verandering in en de twee krijgen een relatie en gaan samenwonen.
Niet veel later staat zijn buitenechtelijke zoon van Jonathan Seegers voor zijn neus. Henk heeft in de jaren 90 tijdens zijn huwelijk een affaire met zijn buurvrouw Margriet Seegers gehad waarbij hij haar onbewust heeft zwanger gemaakt, hierop verhuisde ze zonder te zeggen dat ze zwanger was met haar gezin naar een andere plek.

## Amelie Hendrix
Amelie Hendrix is een jonge vrouw die als een restaurateur werkt. Ze komt naar Meerdijk toe om een schilderij voor Ludo Sanders te restaureren. In het begin gaat dit vlekkeloos totdat ze de kleinzoon van Ludo, Valentijn Sanders, ontmoet. Hij praat met een zielig verhaal op haar in om een vervalsing van hetzelfde schilderij te maken, hij zegt dat hij dit voor een eenzame man als cadeau wil doen terwijl hij het eigenlijk wil verkopen. Wanneer Ludo dit ontdekt biecht Amelie direct het verhaal op in de hoop dat ze nog een kans maakt om bij Ludo zijn veilinghuis te werken. Voordat ze voor hem mag werken moet zij eerst een klusje voor hem doen; ze moet Richard van Nooten afleiden zodat Ludo een schilderij tijdens een online veiling kon bemachtigen. Richard blijkt achteraf door te hebben waar Amelie mee bezig was en slaat terug door Valentijn in dienst te nemen en hem om de inlogcode van Ludo's veilinghuis te vragen. Wanneer Amelie bij Amir Nazar, haar liefdesinteresse, is krijgt ze bezoek van Valentijn; hij komt zogenaamd voor huisgenote JoJo Abrams en schakelt de internetrouter uit waardoor Amelie opnieuw moet inloggen en zij onopgemerkt wordt gefilmd. Amelie vindt het allemaal verdacht en nadat ze Ludo heeft gewaarschuwd verandert ze het wachtwoord om vervolgens een ontmoeting tussen Valentijn en Richard te filmen. Na haar ontslag bij Veilinghuis Sanders wordt Amelie in opdracht van Richard het ziekenhuis ingereden; Valentijn krijgt er de schuld van. Amelie doet alsof ze zich niks kan herinneren van het ongeluk, maar Ludo heeft haar door. Gedurende haar herstel verblijft Amelie bij Amir die het voor haar opneemt wanneer Richard haar bedreigt. Wanneer Ludo overboord wordt geslagen door Valentijn en vermist wordt heeft Richard een plan; Amelie moet spullen voor hem stelen die Ludo gedragen zou kunnen hebben op die bewuste dag. Amelie doet het, maar alleen omdat Amir anders opnieuw in elkaar wordt geslagen; wanneer Janine Elschot een zoektocht bij het strand wil organiseren omdat ze er van overtuigd is dat Ludo nog leeft, besluit Amelie alles op te biechten. Janine vergeeft haar, maar vraagt wel een tegenprestatie; Amelie moet L'Absence vervalsen om zo van Richard af te komen. Amelie trekt tijdelijk bij Janine in om ongestoord de klus te klaren, maar als Amir een verrassingsbezoek pleegt en Richard eerder langskomt dan afgesproken dreigt alles mis te gaan. Met veel moeite slaagt Amelie erin om binnen drie uur tijd de vervalsing af te krijgen. Als dank krijgt ze haar baan terug, en na het officieel doodverklaren van Ludo runt ze samen met Nina het veilinghuis. Het wordt hen echter onmogelijk gemaakt doordat Richard een bondgenoot heeft gevonden in Billy de Palma. Dit leidt ertoe dat Amelie ervan wordt beschuldigd de opbrengst van een veiling in eigen zak te hebben gestoken; Richard wil dat ze een videoboodschap met een valse bekentenis opneemt in ruil voor een vergoeding. Amelie weigert daarop in te gaan, maar zwicht alsnog wanneer Richard de naar Griekenland vertrokken Amir dreigt te vermoorden. Billy laat het filmpje aan Nina zien en wil voor het eind van de week geld zien. Amelie heeft dan al haar koffers gepakt, maar Nina komt nog net op tijd om het echte verhaal te horen. Amelie voelt zich niet meer veilig in Meerdijk en vertrekt naar Lesbos; ze voorziet dat Nina en haar gezin ook gevaar lopen als het veilinghuis niet verkocht wordt. Amelie is weer samen met Amir die de vluchtelingen helpt; ze geeft schilderles aan kinderen. Samen met Amir heeft ze inmiddels een vluchteling geadopteerd.

## Richard van Nooten
Richard van Nooten is een zelfontwikkelde zakenman en een concurrent van Ludo Sanders. Richard groeide op in een eenoudergezin van vier kinderen; zijn moeder verdiende als schoonmaakster amper genoeg om rond van te komen. Richard verlangde van jongs af aan naar een luxere levensstijl en stopte voortijdig met school om zijn ambities te verwezenlijken. Dit ging echter ten koste van de familiebanden en zijn relatie met fotomodel Indra Kalkhoven die hem in de steek liet na een miskraam. Richard was daar kapot van, en ook het feit dat hij vanwege zijn (Surinaamse) afkomst niet werd uitgenodigd voor sollicitaties bij Sanders en andere erkende zakenlieden zat hem behoorlijk dwars.
Richard komt naar Meerdijk om via een online veiling het schilderij L'Absence te bemachtigen om die vervolgens door te verkopen aan kunstverzamelaar Rachid Al Fahd. Echter door een afleidingsmanoeuvre van Ludo Sanders en zijn taxateur Amelie Hendrix verliest hij het schilderij aan hen. Hij beraamt een tegenoffensief en gebruikt daarvoor Ludo's kleinzoon Valentijn. Door dit tegenoffensief belanden de twee zakenmannen in een strijd met elkaar; dit loopt zo uit de hand dat Richard Amelie laat aanrijden en hier Valentijn voor op laat draaien.
Als Ludo later verdwijnt door een ongeluk op zee probeert Richard het schilderij via Ludo zijn vrouw Janine Elschot terug te krijgen. Hij gaat zo ver dat hij haar met een vuurwapen bedreigt. Janine laat Amelie vervolgens een kopie van het schilderij maken en verkoopt deze vervolgens aan Richard; die hem op zijn beurt door verkoopt aan Al Fahd. Als hij erachter komt dat Richard hem een kopie verkocht heeft zorgt Al Fahd ervoor dat Richard alles kwijt raakt, waaronder zijn jacht, auto's en zijn reputatie in de kunstwereld. Als na maanden blijkt dat Ludo nog leeft gaat Richard samen met zijn nieuwe liefdespartner, de invloedrijke zakenvrouw Billy de Palma, de strijd aan met de familie Sanders. 
Richard en Billy gaan uiteindelijk trouwen. Janine Elschot wil wraak op hen nemen; ze chanteert Richard zijn ex Indra om te stoken in hun huwelijk. Dit lijkt in eerste instantie te lukken totdat Indra bekent voor Janine te werken. Billy wil Richard echter alleen terugnemen als ze de strijd met de familie Sanders staken; hier stemt hij in eerste instantie mee in, maar uiteindelijk gaat hij achter de rug van Billy door.
Als Billy een tijd later in Paraguay overlijdt na een auto-ongeluk keert Richard terug naar Meerdijk en zoekt contact met Shanti via een anoniem nummer. Zonder dat ze het weet staan ze oog in oog in De Rozenboom. Richard helpt Shanti met de bedrijven van haar moeder en is buiten zijn hotelkamer vermomd. Ook heeft hij dan een andere naam; Benny van Swinden. Nadat Shanti een goede deal met Ludo heeft gemaakt wil ze dit gaan vieren, maar zoent ze Richard in een opwelling met een onenightstand tot gevolg.

Richard is in de beginperiode vooral te zien in de horecazaken die onderdeel uitmaken van de serie: hij beschikte namelijk toen nog niet over een eigen kantoor en gebruikte de restaurants als uitvalbasis voor zijn werkzaamheden.

## Ilyas El Amrani
Ilyas El Amrani is een jonge man die de Buurtsuper in Meerdijk beheert; daarnaast studeert hij bedrijfskunde. De Buurtsuper met Ilyas verschijnt voor het eerst wanneer Merel Verduyn boodschappen komt doen, omdat ze niet genoeg geld heeft steelt ze uit Ilyas zijn winkel. Hij merkt dit en gaat haar achterna, maar tevergeefs. Merel krijgt spijt en komt met haar vader Julian Verduyn excuses maken, om het recht te zetten komen zij en JoJo Abrams een dag helpen in de winkel. Hierna ontstaat een vriendschap tussen de drie. Uiteindelijk komt Julian bij Ilyas in de Buurtsuper werken. Ilyas wordt verliefd op JoJo en neemt haar vreemde gedrag op de kop toe. Op een dag komt zijn broer Marwan langs met goed nieuws; Ilyas kan met familiegeld naar Melbourne om te studeren. Dit betekent wel dat hij het een jaar zonder JoJo moet stellen. Uiteindelijk besluit Ilyas zijn eigen weg te volgen en in Meerdijk te blijven. Echter, zijn vader Sami staat erop dat hij de verwachtingen van de familie hoog houdt en naar Melbourne vertrekt. Ilyas houdt contact met JoJo via Skype; hij ziet dat ze ongelukkig is en vliegt binnen de kortste keren terug om bij haar te kunnen zijn. Ilyas liegt tegen Sami en tegen JoJo totdat hij geen kant op kan en de waarheid wel moet vertellen; hij vraagt JoJo echter om te doen alsof er een huwelijk op komst is. Lang duurt dat niet, en Ilyas verbreekt de relatie omdat JoJo alles aan Sami heeft opgebiecht. Al snel komen ze weer bij elkaar, met goedkeuring van Sami. Ilyas loopt stage bij Boks, het bedrijf van JoJo's broer Bing Mauricius; hij kan bij hen terecht wanneer hij en Marwan voor langere tijd hun huis uit moeten wegens asbest, maar uiteindelijk kiezen de broers voor het Paleis waar Daan Stern de hoofdhuurder is. 
Ilyas en Jojo willen aan Marwan vertellen dat ze proef gaan samenwonen. Marwan loopt weg en Jojo gaat even naar het magazijn. Op dat moment komen er twee jongens op een scooter aan, waarvan er eentje een klapmesje opentrekt en de winkel inloopt. Ilyas staat voorovergebogen bij te vullen en wordt over zijn schouder heen, in zijn buik gestoken. Hierdoor verliest hij veel bloed en raakt in shock. Ilyas overleeft de aanval maar lijdt aan erge geheugenverlies van zijn kortetermijngeheugen. Samen met zijn vader en Jojo vertrekt hij naar Marokko om te herstellen. 
Als zijn broer Marwan het totaal verpest heeft in De Buurtsuper door met zijn neef Walid te vechten wil vader Sami hem verbannen uit de familie. Ilyas zegt dit in een video-gesprek, waardoor hij éénmalig terugkeerde. 

## Lydia Edel
Lydia Edel is tijdens haar introductie een vrouw van rond de zestig jaar oud. Wanneer Ludo Sanders en Janine Elschot een nieuw luxe huis kopen nemen ze Lydia aan als huishoudster. Ze kookt en maakt schoon voor de familie maar is ook een luisterend oor voor hen. Lydia raakt bevriend met Laura Selmhorst die ze tegen kwam bij de Buurtsuper. Wanneer Laura niet zit te wachten op de romantische Henk Visser zorgt ze ervoor dat Lydia met hem op date gaat. Lydia en Henk gaan een paar keer op stap en krijgen uiteindelijk een relatie met elkaar. Lydia woont samen met haar broer die autistisch en mensenschuw is. Dit leidt aanvankelijk tot het misverstand dat zij vreemd zou gaan. Lydia is diep beledigd en heeft een tijdlang ruzie met Laura, ondanks verzoeningspogingen van Henk. De dames komen pas tot elkaar nadat Henk het met Lydia heeft uitgemaakt omdat hij op Laura verliefd is.  

## Judith Schoof
Judith Schoof is een patiënte die bij het huisartsenpraktijk van Anton Bouwhuis en Amir Nazar langs komt. Judith voelt zich niet gehoord door de dokter en wil doorverwezen worden naar het ziekenhuis omdat ze zoveel pijn heeft; Anton gaat hier niet op in en stuurt haar weg. Linda Dekker werkt op dat moment als assistente en vindt het zielig voor Judith en gaat haar achterna om met haar te praten. Judith komt steeds vaker bij de huisartsenpraktijk langs en begint een band met Linda op te bouwen. Judith wordt uiteindelijk goede vriendinnen met Linda, dit tot ongenoegen van Anton die vindt dat Linda niet met een patiënte vriendinnen kan zijn; hierop besluit Judith te stoken in hen huwelijk. Ze krijgt het uiteindelijk zelfs voor elkaar om tijdelijk bij hen in huis te wonen. Als Linda erachter komt dat Judith probeert haar huwelijk stuk te maken zet ze haar uit huis. Hierop draait Judith volledig door en ontvoert Anton en vergiftigt hem met rattengif. Als Linda haar hulp met zoeken naar Anton niet wil slaat Judith Linda neer. Judith krijgt uiteindelijk spijt en brengt Anton naar het ziekenhuis waar hij herstelt. Kort hierna wordt Judith opgepakt door de politie.

## Marwan El Amrani
Marwan El Amrani is een jonge man die als bedrijfsleider werkt in de Buurtsuper die van zijn familie is. Hij is de zoon van Sami El Amrani en de oudere broer van Ilyas El Amrani. Marwan komt via een datingapp in contact met Demi Verduyn die zich voordoet als de 18-jarige Dominique terwijl ze in het echt pas 15 jaar is. Tijdens de date merkt Marwan al op dat ze jonger is, Demi zegt dat ze 17 jaar is en over een paar weken 18 wordt, Marwan gelooft dit. Als Demi zegt dat ze 18 jaar is spreekt Marwan weer met haar af. De twee gaan samen naar bed. Even later ontdekt Marwan haar echte leeftijd en besluit alle contacten te verbreken. Weken later blijkt Demi echter zwanger te zijn van Marwan. Marwan probeert onder zijn verantwoordelijkheden uit te komen, maar wanneer hij zich verontschuldigt voor zijn afwezigheid bij een gesprek met de Verduyns lijkt hij zijn kans te hebben verspeeld. Omdat Demi's vader Julian ook in de Buurtsuper werkt overweegt Marwan ontslag te nemen, maar Sami zorgt ervoor dat zijn zoons en Julian als een team  blijven functioneren. Nadat Sami naar Marokko is vertrokken moeten Marwan en Ilyas hun huis uit omdat er bij een lekkage asbest is gevonden; Daan Stern vraagt ze om in het Paleis te komen wonen. Marwan wordt vader van een zoon, Tom, maar Demi heeft na lang twijfelen besloten om het kind toch af te staan voor adoptie. Demi heeft daar spijt van en houdt zich groot totdat Marwan langskomt om haar te troosten. Twee dagen nadat de baby bij John & Marleen is gebracht, heeft Demi toch besloten dat ze de baby terug wil. Marwan en Demi gaan later co-ouderschap aan.
Na onenigheid met zijn vader besluit Marwan te stoppen met werken bij de Buurtsuper en begint te werken als afwasser bij de Rozenboom. Wanneer Marwan bevriend raakt met Stanley Mauricius gaat hij werken als zijn rechterhand en chauffeur. Nadat Stanley een herseninfarct maar ternauwernood overleefd gaat Marwan als zijn verzorger werken en hem te begeleiden bij zijn herstel. Uiteindelijk vertrekt Marwan samen met Stanley naar het buitenland om Stanley te ondersteunen terwijl hij zijn werk op een cruiseschip probeert op te pakken.
Twee weken voor Kerst keert Marwan terug naar Meerdijk. Stanley is weer volledig hersteld en heeft gezegd dat hij het verder wel alleen kon. Voordat Marwan terug naar Meerdijk kwam zocht hij eerst Demi, Tom en Jesse op en later ook nog Ilyas en JoJo. Bij zijn terugkeer is hij in De Rozenboom aangenomen als ober en raakt hij verliefd op de nieuwe hotelmanager Tamara Schut. Tamara blijkt later een dubbele agenda te hebben en voor een criminele organisatie te werken die op de miljonairsfair in de Rozenboom een duur juweel wilt stelen. Onwetend hiervan helpt Marwan haar erbij en beland hiervoor tijdelijk in de gevangenis, door een verklaring van Tamara komt hij weer vrij. Marwan krijgt later oog voor Bizou Pascal, waarmee hij meerdere malen het bed deelt.

## Sami El Amrani
Sami El Amrani is de vader van Marwan en Ilyas El Amrani. Sami woont voornamelijk in Marokko en komt eens in de zoveel tijd naar Meerdijk om bij zijn zoons en zijn winkel de Buurtsuper te kijken, als hij in Meerdijk is werkt hij ook in de Buurtsuper. Sami leeft volgens de ouderwetse tradities volgens zijn cultuur. Onbedoeld zorgt dit ervoor dat zijn zoons vaak tegen hem liegen om hem niet teleur te stellen. Sami is in eerste instantie kwaad als de waarheid aan het licht komt, maar na een goed gesprek geeft hij zijn zegen aan de relatie van Ilyas met JoJo Abrams.
In maart 2025 wordt Marwan gebeld door Ilyas om hem te vertellen dat Sami is overleden aan een hersenbloeding. 

## Indra Kalkhoven
Indra Kalkhoven is een vrouw van in de dertig die als fotomodel en serveerster heeft gewerkt. Indra was in haar modellentijd verloofd met zakenman Richard van Nooten, maar verbrak de verloving nadat ze een miskraam van hem had gekregen. Daarmee kwam er ook een einde aan haar luxe leven en ging ze in horecagelegenheden in Meerdijk werken voor het minimumloon. 
Vlak nadat ze met journaliste Janine Elschot heeft gesproken over haar werk wordt Indra ontslagen en dreigt ze ook haar huis kwijt te raken. Janine haalt Indra uit de schulden en helpt haar aan een baan bij een cateringbedrijf. Het cateringbedrijf waar Indra gaat werken is ingehuurd voor de bruiloft van Richard van Nooten en de invloedrijke zakenvrouw Billy de Palma. Dit blijkt geen toeval te zijn, want Janine wil wraak nemen op Van Nooten en De Palma omdat zij op slinkse wijze het veilinghuis van haar man Ludo Sanders hebben overgekocht. Als Indra erachter komt dat ze dankzij Janine haar baan is kwijtgeraakt wil ze Richard inlichten, maar Janine dreigt met sancties als ze niet meewerkt. Indra zoekt Richard op en gaat met hem naar bed, niet wetende dat ze worden gefilmd met een verborgen camera. De volgende ochtend hoort Indra dat Billy het filmpje toegestuurd heeft gekregen en nu op oorlogspad is. Janine helpt Indra te vluchten, maar lang duurt dat niet; Richard weet Indra te vinden en geeft haar een koekje van eigen deeg door een bekentenis af te dwingen en deze op te nemen met zijn mobiel. Indra gaat meteen naar Janine om haar te waarschuwen; ze vraagt en krijgt compensatie voor het geld dat Richard haar heeft afgepakt.

## Roman van Loon
Roman van Loon is een dokter die verhuist naar Meerdijk om voor Anton Bouwhuis zijn dokterspraktijk te gaan werken.
Dokter Roman
Nadat het personage Roman twee dagen in GTST te zien was voor de zomerstop maakt de kijker nu echt kennis met Roman in zijn eigen acht afleveringen durende serie genaamd Dokter Roman op Videoland, waarin duidelijk werd wie hij is en wat hij komt doen in Meerdijk. In die serie komt de kijker erachter dat Roman een relatie had met Evi Stuurman. Als Evi de relatie uitmaakt begint Roman haar te stalken dit loopt uiteindelijk zo uit de hand dat hij de ex van Evi dood slaat.
GTST
Nadat Roman verhoord is voor de moord op Evi haar ex en is vrijgelaten, vertrekt hij naar Meerdijk om als dokter voor Anton Bouwhuis zijn dokterspraktijk te gaan werken nadat Amir Nazar naar het buitenland vertrok. De kijkers van GTST maken met hem voor het eerst kennis tijden het sollicitatiegesprek. Roman wordt aangenomen en maakt dezelfde dag al indruk op zijn vrouwelijke collega's Linda Dekker en Saskia Verduyn. Roman ziet Saskia ook wel zitten en ondanks dat hij weet dat ze getrouwd is met Julian Verduyn besluit hij voor haar te gaan en probeert haar regelmatig te versieren. Dit loopt zo uit de hand dat de twee met elkaar zoenen en stiekem appen. Als Roman en Saskia voor werk in een hotel verblijven komt het bijna tot seks, echter verschijnt Julian net voordat Saskia naar Roman zijn kamer wil vertrekken. Saskia biecht later aan Julian op dat ze verliefd was op Roman maar haar gevoelens aan de kant zet omdat ze voor Julian wil blijven gaan. Roman hervalt in zijn oude stalk-patroon en valt Saskia regelmatig lastig en schuift onder andere screenshots van oude intieme gesprekken met Saskia bij haar onder de deur. Later gaat Roman langs bij Saskia om zijn excuses aan te bieden, als zij hem een knuffel geeft om alles af te sluiten verkracht hij haar. Roman maakt zich uit de voeten en wordt later dood teruggevonden. Julian wordt nog als verdachte aangewezen, maar de dader blijkt Christy Vos te zijn.

## Pieter Nieuwenhuis
Pieter Nieuwenhuis is de lang dood gewaande vader van Shanti Vening. Pieter weet niet van Shanti haar bestaan af en woont in Frankrijk waar hij een eigen wijnboerderij heeft. Pieter heeft naast Shanti nog een dochter, Noortje Nieuwenhuis. Daarnaast is hij al opa van meerdere kleinkinderen. Pieter komt in beeld als Shanti erachter komt dat haar vader nog leeft, haar moeder Billy de Palma had altijd gezegd dat haar vader haar verlaten had en was overleden.
Shanti begint een zoektocht naar haar vader en komt via het internet uiteindelijk uit bij Pieter. Ze besluit hem op te gaan zoeken in Frankrijk, maar wanneer zij voor zijn neus staat en zijn familie op de achtergrond ziet durft zij niks te zeggen en besluit terug naar Meerdijk te gaan. Later zoekt ze toch contact met Pieter en de twee doen een DNA-test, waaruit blijkt dat hij echt haar vader is. Wanneer Billy op de hoogte is dat Pieter contact heeft met zijn dochter, keert ook Billy terug naar Meerdijk. De twee krijgen eerst ruzie met elkaar maar komen er dan achter dat Pieter Billy nooit opzettelijk heeft willen kwetsen maar dat zijn moeder dit achter zijn rug om had gedaan. Pieter en Billy belanden zelfs weer met elkaar in bed maar besluiten toch als vrienden verder door het leven te gaan.
Pieter heeft last van aneurysma en verteld dit later aan Billy en zijn dochters. Voordat hij een levensbedreigende operatie ondergaat laat hij Shanti eerst officieel als zijn dochter erkennen. Na de succesvolle operatie komt hij bij en praat hij met zijn dochters. Kort hierna krijgt hij een hartstilstand en mag reanimatie niet baten; hij overlijdt.

## Lynn Vegter
Lynn Vegter is een jonge vrouw die werkt als een huishoudster. Ze komt in beeld als Ludo Sanders en Janine Elschot een nieuwe huishoudster zoeken en Lynn wordt aangenomen voor de baan. Lynn valt op vrouwen en woont in een flat in Meerdijk, ze zorgt tevens voor haar oudere buurvrouw Betsie. Lynn woont in dezelfde flat als familie Verduyn en leert op die manier Merel Verduyn kennen, waarmee ze uiteindelijk vriendinnen wordt.
Als Betsie een onnatuurlijke dood sterft door koolstofmonoxide vergiftiging gaat Lynn samen met Janine op onderzoek uit. Als snel blijkt de cv-ketel daarna stiekem vervangen en doet de verhuurster net alsof ze hier niks van weet, om op die manier de dood van Betsie een natuurlijke dood te laten lijken.

## Agaath van Dijnselburg
Agaath van Dijnselburg is een oudere dame die meerdere panden bezit en daarmee als huisjesmelker haar geld verdient. Agaath is onder ander de eigenaresse van het flatgebouw waar Lynn Vegter, Rik de Jong, Shanti Vening en de familie Verduyn wonen. Nadat meerdere bewoners klachten hebben over het flatgebouw van Agaath start Janine Elschot een onderzoek ernaar. Janine ontdekt uiteindelijk dat er asbest in het gebouw zit en heeft hiervoor meerdere bewijsstukken tegen Agaath, hierdoor kan Agaath niet anders dan publiekelijk toezeggen de flat te renoveren en asbestvrij te maken. Achter de schermen is Agaath echter bezig met een duister plan. Ze organiseert een barbecuefeest op het veld voor de flat terwijl de flat asbestvrij wordt gemaakt, tegelijkertijd plaatsen handlangers van Agaath explosieven in het gebouw die een deel van het pand laten ontploffen. De ontploffing wordt in eerste instantie gezien als een ongeluk, waardoor Agaath flink wat verzekeringsgeld kon opstrijken.
Janine, die Agaath nog steeds in de gaten houdt, weet met de hulp van Daan Stern bewijs te vinden dat Agaath de ontploffing zelf veroorzaakt heeft. Met behulp van deze informatie eist de verzekeraar het uitgekeerde geld terug en werden Agaath en haar handlangers opgepakt door de politie.

## Luuk Bos
Luuk Bos is sinds jong af aan huisarts en verhuist naar Meerdijk om het huisartsenpraktijk van Anton Bouwhuis over te nemen. Luuk krijgt de sleutels overhandigt van Anton zijn ex Linda Dekker, die eveneens werkzaam was in de praktijk als doktersassistent. De eerste weken blijft Linda hem steunen in de praktijk, de twee beginnen elkaar steeds leuker te vinden waardoor Linda bij de praktijk blijft en met Luuk gaat daten. Luuk woont op een woonboot en al snel komt Linda bij hem intrekken, wanneer jaloezie bij Linda opspeelt besluit Luuk om een pauze in hun relatie te lassen. In dezelfde periode maakt hij een medische misser door tegen Stanley Mauricius te zeggen dat hij een paracetamol moet nemen tegen zijn hoofdpijn, terwijl hij enkele minuten een herseninfarct krijgt en in het ziekenhuis beland en het ternauwernood overleeft. In eerste instantie liegen Luuk en Linda hoe het precies is gegaan, maar uiteindelijk geeft Luuk het eerlijk toe dat hij een fout heeft gemaakt. Als Luuk samen met Linda een auto-ongeluk overleefd voelt hij dat hij voor altijd met haar wil blijven en vraagt haar terwijl ze bij de ambulance zitten ten huwelijk. Op een later moment als Linda geld heeft gejat uit een kleedkamer in BOKS en wordt bedreigd omdat het drugsgeld blijkt te zijn, besluit Luuk het geld in een tas op een afgelegen plek terug te brengen. Als Luuk vervolgens blijft wachten tot de tas opgehaald is en die mannen achtervolgd wordt hij in elkaar geslagen.

## Jonathan Seegers
Jonathan Seegers is de buitenechtelijke zoon van Henk Visser en diens voormalige buurvrouw Margriet Seegers. Henk en Margriet waren beide gelukkig getrouwd en kregen begin 1990 met elkaar een affaire die ongeveer zo'n drie maanden duurde. In die periode raakte Margriet zwanger van Henk, Henk besloot echter om verder te gaan met Kaatje waarop Margriet met haar man Daniel en hun drie dochters een maand later verhuisde. In 2023 staat Jonathan op de stoep bij Henk met de mededeling dat hij Henk's zoon is. Jonathan werkt als advocaat op een groot advocatenbureau buiten Meerdijk, maar nadat bevestigt wordt dat Henk inderdaad zijn vader is komt Jonathan regelmatig naar Meerdijk om een band met zijn vader en zijn halfzus Saskia Verduyn en haar gezin op te bouwen. Wanneer zijn neefje Steef Verduyn last heeft van angstaanvallen besluit hij voor een aantal weken naar Meerdijk te verhuizen en bij hem in te trekken in Het Paleis om hem hierbij te helpen.

## Elisa Rosalia
Elisa Rosalia is fysiotherapeute die voor het eerst verschijnt in stamkroeg 'De Koning' als ze op stap is met een groep vriendinnen. Wanneer zij ontdekt dat de toiletten overspoelen, waarschuwt zij barman Julian Verduyn hierover, Elisa probeert Julian hierin waar dat kan te ondersteunen.
Elisa blijkt een eigen praktijk te hebben als fysiotherapeut in BOKS, de horecazaak van Bing Mauricius waar ook enkele kantoortjes gevestigd zijn. Wanneer Stefano Sanders na een ernstig auto-ongeluk een gedeeltelijke dwarslaesie blijkt te hebben verzoekt Ludo Sanders haar om intrek in Huize Sanders te nemen en full-time voor Stefano te zorgen, Elisa besluit hier in eerste instantie niet op in te gaan om haar huidige patiënten niet in de steek te laten. Op een later moment besluit ze toch om de familie Sanders te helpen door parttime voor ze aan de slag te gaan.

## Kaan van Leeuwen
Kaan van Leeuwen is een corrupte politieagent die ongezien via BOKS drugs en geld verhandeld. Wanneer Linda Dekker een tas met geld in de kleedkamers vindt en meeneemt, verschijnt Kaan voor het eerst in BOKS. Hij komt in zijn functie als politieagent om in gesprek te gaan met de eigenaar Bing Mauricius om de camerabeelden op te vragen omdat hij zogenaamd een melding heeft gekregen van drugshandel; wat Bing echter niet weet is dat Kaan de beelden opvraag om te zien wie zijn drugsgeld gestolen heeft. Kaan komt dankzij de beelden erachter wie zijn geld heeft en krijgt dit terug door Linda en haar partner Luuk Bos onder druk te zetten. Kaan zet zijn positie als agent steeds vaker in om makkelijker zijn gang te gaan in BOKS, onder het mom dat het nodig is voor het politieonderzoek. Als Bing op ten duur niet meer mee wilt werken laat Kaan hem ontvoeren en onthuld zijn ware gezicht; hij bedreigt Bing en zijn gezin iets aan te doen als hij zijn drugshandel via BOKS dwars gaat zitten. Kaan kan hierdoor zijn eigen gang gaan in drugs en er werken daar meerdere mensen undercover voor hem, waaronder Wies. Als Wies zich tegen Kaan keert en samen gaat werken met Bing en Luuk, besluit Kaan haar en Linda te ontvoeren. Als Kaan later probeert te ontsnappen ontdekt hij dat hij door ME-agenten is omsingeld. Kaan besluit met zijn gijzelaars onder schot een auto in te stappen en dreigt dat Linda door de politiebalustrade heen moet rijden. Terwijl Linda vol gas erop afrijd springt Wies eerst uit de auto, gevolgd door Linda. Hierop schiet Kaan op beide dames, waarbij Wies komt te overlijden. Kaan komt vervolgens met de auto tegen een balustrade tot stilstand. Als Kaan zijn pistool wil pakken wordt hij neergeschoten door de AT-agenten.

## Tamara Schut
Tamara Schut is een jonge vrouw die naar Meerdijk komt om aan te treden als nieuwe hotelmanager van de Rozenboom. Na een stroeve start met collega Marwan El Amrani beginnen de twee elkaar steeds leuker te vinden. Tamara geeft aan dat het tussen hun twee niks kan worden omdat ze een man heeft. De twee raken echter toch verliefd op elkaar en spreken regelmatig stiekem af, uiteindelijk neemt Tamara afstand als Marwan haar voor zichzelf wilt. Tamara is niet alleen voor de werkzaamheden als hotelmanager naar de Rozenboom gekomen, zo loopt ze regelmatig met een oortje in en betrapt Marwan haar als ze iemand in de lift naar de grond toe werkt. Tamara weet Marwan af te wimpelen door te zeggen dat ze de oortjes voor kantoor test en dat de man in de lift een stalker was. Echter als Marwan haar met haar 'echtgenoot' betrapt terwijl ze camera's op hangen in een hotelkamer wilt hij meer weten en achtervolgt hij hun. Tamara, haar 'echtgenoot' en meneer van Groeningen (de hoge baas van de Rozenboom) blijken samen ergens aan te werken. Als Marwan hier Tamara op een later moment op aanspreekt geeft ze aan dat zij en Ewald eigenlijk als undercover bewakers werken voor het aankomende miljonairsfair, omdat er een beroving verwacht wordt. Als op het miljonairsfair de verlichting uitvalt slaat Marwan het beveiligingsglas van het collier in en geeft het collier aan Tamara, zodat zij het veilig kan stellen. Vervolgens vertrekt Tamara. Als later het telefoonnummer van Tamara blijkt te zijn afgesloten wordt het duidelijk dat Tamara, Ewald en meneer van Groeningen achter de beroving zaten. Even later wordt Marwan gearresteerd aangezien hij het beveiligingsglas heeft ingeslagen. Marwan verklaard meermaals tegenover rechercheur Alex de Boer dat hij niet achter de beroving zat en Tamara hem had wijsgemaakt dat ze van de beveiliging was. Echter wordt Marwan hierin niet geloofd. Uiteindelijk lukt het Marwan om een pistool van een politieagent af te pakken en schiet zichzelf in zijn been in de hoop dat Tamara naar Meerdijk zal komen. Als Marwan in het ziekenhuis ligt zoekt Tamara hem 's nachts op en laat en briefje achter met de tekst "Ik maak het goed met je". Even later wordt Merel Verduyn ontvoerd door Tamara en dwingt haar een verklaring op te nemen waarin ze Marwan zijn onschuld bekend. Als Merel even later deze verklaring aan Alex overhandigd wordt Marwan vrijgelaten.

## Troj Veerman
Troj Veerman is een student die stage loopt bij het bouwbedrijf dat de renovatie van BOKS naar Sparks aanpakt. Tijdens zijn werk hieraan loopt hij Nola Sanders tegen het lijf, die meteen smoorverliefd op hem is. De twee hebben het gezellig totdat Troj erachter komt dat Nola de geadopteerde dochter is van Bing Mauricius, waarvoor Troj met zijn stage werkt. Hierdoor besluit Troj in eerste instantie afstand van Nola te nemen, echter vinden de twee elkaar echter zo leuk dat ze toch besluiten stiekem met elkaar af te spreken. Als Bing hierachter komt is hij boos op Troj, omdat hij voor hem werkt en omdat hij een aantal jaar ouder dan Nola is, hierop zorgt Bing ervoor dat het bouwbedrijf waarbij Troj stage loopt hem niet meer bij Sparks inzet. Als Bing ziet dat Troj echt goed is voor Nola draait hij dit terug en wordt Troj door de familie geaccepteerd als Nola haar eerste vriendje. Wanneer Troj hoort dat Nola de diagnose leukemie krijgt is hij de eerste dagen erg stil. Hij besluit om met zijn relatie met Nola te stoppen, dit omdat jaren geleden zijn vader is overleden aan kanker. Zijn chemobehandelingen waren toen niet aangeslagen, met zijn dood als gevolg. Hij besluit afstand te nemen van Nola omdat hij het enorm lastig vindt met deze situatie om te gaan. Wanneer Nola midden in haar periode van chemotherapie stiekem een feest wil geven voor haar verjaardag, is ze van mening dat Troj daar niet bij hoort. Ondanks dat ze hem graag terug zou willen en nog met liefdesverdriet kampt, besluit ze hem niet op haar feest uit te nodigen. Haar vriendin Fay denkt daar anders over en nodigt hem stiekem uit. Troj krijgt hoogte van dit feest en zorgt ervoor dat Nina en Bing erachter komen. Na een ruzie door het verpeste feest besluiten ze uiteindelijk de relatie voort te zetten. 

## Andrea Brancati
Andrea Brancati is een Nederlands-Italiaanse wijnhandelaar die voor het eerst in beeld komt als hij Trattoria Mercato van Stefano Sanders bezoekt. Als Stefano erachter komt dat Andrea net als hijzelf half Italiaans is, voelen ze meteen een klik. Andrea helpt Stefano met zijn zaak en haalt hem zelfs over CS van Nina Sanders over te komen om een wijnzaak te starten. Andrea komt ook in contact met Janine Elschot, hierop besluiten ze samen een wijnpodcast op te nemen. Ze spreken af bij een wijnhandel buiten Meerdijk, waarbij ze verschillende wijnenproeven. De volgende ochtend wordt Janine wakker in een hotelkamer naast Andrea in bed. Janine kan zich niks herinneringen, ook Andrea zegt dat hij niks meer weet. Even later geeft Andrea toe smoorverliefd te zijn op Janine, terwijl Janine niks van hem op dat vlak moet hebben blijft hij toenadering zoeken en biecht hij het zelfs op aan zijn vrouw, die hem daardoor uit huis zet. Andrea doet alsof hij een broer heeft genaamd Giorgio die net als Stefano verlamd is aan zijn benen maar bezig is met een duur experiment van de Duitse dokter Bachmann waardoor hij weer zou kunnen lopen. Doordat Andrea vol trots aan Stefano laat zien dat Giorgio als gevolg van dit medische experiment weer langzaam kan lopen, wordt er een zaadje in het hoofd van Stefano geplant. Binnen een paar weken reist Stefano naar Zwitserland om ook aan dit medische experiment bij te dragen met als doel om zelf uiteindelijk weer te kunnen lopen. Andrea komt ook bij hem op bezoek, maar moet al snel weer weg omdat Stefano besmet blijkt met een virus. Achteraf blijkt Andrea een oud-gevangenisgenoot van Valentijn Sanders te zijn en hem samen met Henriëtte Castro te helpen met zijn wraakplan op zijn familie. Als hij erachter komt dat de familie Sanders opeens allemaal vertrokken zijn naar België, belt hij Valentijn om te vragen wat hij van plan is. Valentijn heeft dan door dat Andrea niet meer honderd procent achter hem staat en laat hem in elkaar slaan. Hierop besluit Andre om samen met Bing Mauricius naar België te vertrekken en daar Valentijn te ontmaskeren.

## Bizou Pascal
Bizou Pascal is de dochter van Jessica Harmsen en is opgegroeid in Parijs, Frankrijk. Ze reist stiekem haar moeder achterna naar Meerdijk, als Jessica daar heen gaat omdat haar oude liefde Julian Verduyn haar zoekt. Bizou verdenkt haar moeder dat ze stiekem een relatie heeft met Julian, wat niet het geval is. Jessica ging naar Meerdijk om aan Julian te vertellen dat Bizou zijn dochter is, dit mag Bizou zelf echter niet weten. Als Jessica weer naar Parijs vertrekt, besluit Bizou om in Meerdijk te blijven. Ze gaat aan de slag als barvrouw in De Koning en werkt daar zonder het te weten onder leiding van haar echte vader. Bizou weet een kamer te bemachtigen in Het Paleis, hier raakt ze verliefd op huisgenoot Marwan El Amrani en beland met hem een paar keer in bed. Wanneer Bizou voor het 25-jarige huwelijk van haar moeder Jessica en haar adoptieve vader foto's van vroeger aan het uitzoeken is in de koning neemt Julian stiekem een foto mee. Hij ziet hierbij voor het eerst hoe 'zijn' dochter er als jong meisje uitzag. Demi komt hierachter en lijkt de situatie rondom haar vader, Bizou en Jessica steeds vreemder de vinden. 

## Henriëtte Castro
Henriëtte Castro is een makelaar die vooral gespecialiseerd is in luxe huizen in Italië. Ze komt in Meerdijk als Ludo Sanders als verrassing voor zijn vrouw Janine Elschot een vakantiehuis in Italië zoekt. Henriëtte helpt Ludo bij zijn zoektocht, maar vanaf dit moment zoekt ze steeds meer toenadering tot hem. Als Janine dit opvalt denkt ze dat er iets speelt tussen Ludo en Henriëtte, wat vanaf Ludo zijn kant niet zo is. Hierop besluit Ludo over de verrassing te vertellen en neemt Janine mee op gesprek bij Henriëtte. Op den duur besluit Ludo te stoppen met Henriëtte als makelaar voor Janine. Henriëtte blijft echter volhouden en keert telkens terug. Hierdoor ontstaat er ruzie tussen Janine en Ludo omdat ze denkt dat hij vreemdgaat met Henriëtte. Hierop besluit Janine tijdelijk uit huis te gaan, als ze op een later moment langs wil komen om te praten met Ludo is Henriëtte daar weer. Ze hoort Janine aan komen lopen en geeft Ludo expres een lange intense knuffel, Ludo weet niet wat hem overkomt en Janine druipt hierop af. Achteraf blijkt Henriëtte de laatste vrouw van Nick Sanders te zijn, voordat hij kwam te overlijden. Mede hierdoor werkt zij samen met Nick zijn zoon Valentijn Sanders en Valentijns zijn oud-gevangenisgenoot Andrea Brancati aan een groot wraakplan op de familie Sanders. Als Andrea spijt krijgt worden Henriëtte en Valentijn echter door hem en Bing Mauricius ontmaskerd.

## Elly Kuperus
Elly Kuperus is een vrouw die pas weduwnaar is geworden en haar entree in de soap maakt als ze een goede fles wijn wilt kopen in Bianco & Rosso. In de wijnzaak staat Elly oog in oog met verkoper Henk Visser, waarin ze gelijk meer geïnteresseerd raakt in de verkoper dan in de wijn. De twee besluiten te daten en groeien naar elkaar toe, echter wanneer het allemaal te dichtbij komt besluit Elly afstand te nemen.